# Hrafnhildur Arnardóttir
Hrafnhildur Arnardóttir (* 1969 in Reykjavík), auch bekannt unter ihrem Künstlernamen Shoplifter, ist eine isländische Künstlerin. Das Medium ihrer Kunstwerke ist sowohl künstliches als auch echtes Haar. Mit ihrer Kunst geht sie Themen wie Eitelkeit, Mode oder Selbstbild nach. Sie lebt und arbeitet in Reykjavik und New York.

## Ausbildung
Von 1989 bis 1993 studierte Hrafnhildur an der Kunstakademie Islands und beendete das Studium mit einem Bachelor of Fine Arts (BFA). Es folgte ein weiteres Studium an der School of Visual Arts in New York mit dem Abschluss Master of Fine Arts (MFA).

## Verwendung von Haar
Als Kind lernte Hrafnhildur Arnardóttir, Haare zu flechten. Die Inspiration für die Arbeit mit Haar stammt von einem Zopf ihrer Großmutter, den diese in einer Schublade aufbewahrte. Der Kontakt mit traditioneller nordischer Textilkunst führte zu einer Faszination der unterschiedlichen taktilen Wahrnehmung unterschiedlicher Materialien. Für Hrafnhildur ist Haar der „ultimative Faden“, der auf Körpern wächst, eine „ursprüngliche Faser“, mit der Menschen ihre Individualität gestalten.

## Künstlerische Arbeit
Neben zahlreichen Einzel- und Gruppenausstellungen arbeitete sie unter anderem mit Modemarken wie Comme des Garçons und Moncler zusammen. Die Haarmaske auf dem Cover des Albums Medúlla der isländischen Sängerin Björk wurde von Hrafnhildur gestaltet. Für die Erstellung dieser Haarmaske lernte Hrafnhildur traditionelle Flechttechniken und ließ sich von viktorianischem Trauerschmuck inspirieren.

## Einzelausstellungen (Auswahl)
- Shrine of my Vanity. Hlemmur Gallery, Reykjavik, 2002.[7]
- Return of the Hairy Hunch. Dandruff Space, Brooklyn, New York, 2005.[8]
- aimez vous avec ferveur. Museum of Modern Art, installation commissioned by MoMA, New York, 2008.[9]
- Vanity Disorder / Hégómaröskun. i8-Galerie, Reykjavík, 2009.[10]
- Nonsicles and New Furlings. Hverfisgalleri, Reykjavík, 2014.[11]
- Chromo Sapiens. Isländischer Pavillon, La Biennale di Venezia, Venedig, 2019.[1][12]
- Chromo Sapiens, Listasafn Reykjavíkur, Reykjavik, 2020.[13]
- Hypernature, ARoS Art Museum, Aarhus, 2021.[14]
- Smiles, Larsen Warner Gallery, Market Art Fair, Stockholm, 2022.

## Gruppenausstellungen und Projekte (Auswahl)
- Interwoven, Capital Fringe Festival, The Textile Museum. Washington D.C, 2010.[15]
- The Weather Diaries, NFB, Museum Angewandte Kunst, Frankfurt, 2014.[16][17]
- Medulla hair sculpture display, Björk Retrospective, MoMA, New York, 2014.[18]
- Vessel by Yoko Ono, als Mitwirkende. Reykjavík Art Museum, Reykjavík, 2016.[3]
- Look!, Marta Herford, Herford, 2021.[19]
- Abracadabra, Hafnarhús, Listasafn Reykjavíkur, Reykjavík, 2022.[20]
- Xanadu, Format Festival, Bentonville, Arkansas, 2022.[21]

## Auszeichnungen und Stipendien (Auswahl)
- 2011: Nordic Textile Award, Stiftelsens Fokus, Borås, Sweden.[22]
- 2011: Prins-Eugen-Medaille, schwedische Auszeichnung für künstlerische Leistungen.[23][24]
- 2019: The Visual artists’ Stipend Fund of the Government of Iceland, Reykjavik.[25]

## Trivia
Der Künstlername „Shoplifter“ entstand durch die falsche Aussprache von Hrafnhildurs Vornamen nach ihrer Ankunft in New York.